# Hespengau
Hespengau (nederlandsk: Haspengouw, vallonsk: Hesbaye) er et landskab ved floden Maas i det centrale og østlige Belgien.
De vigtigste byer er Hasselt, i provinsen Limburg, Liège, Namur samt Tienen og Leuven, begge i provinsen Vlaams-Brabant.
Hespengau har tidligere været et selvstyrende grevskab.
50°45′N 5°18′Ø / 50.75°N 5.3°Ø